# فرحان جاسم محمد
فرحان جاسم محمد (مواليد عام 1957) هو متنافس في المصارعة الحرة من العراق. مثل بلاده في دورة الألعاب الاولمبية الصيفية عام 1988.

## وصلات خارجية
- فرحان جاسم محمد على موقع أوليمبيديا (الإنجليزية)
- الرياضة-مرجع ملف
- UWW قاعدة البيانات الخاصة ملامح 1, 2, 3, 4